# Tau Persei
Tau Persei (τ Persei, förkortat Tau Per, τ Per) som är stjärnans Bayerbeteckning, är en dubbelstjärna belägen i den norra delen av stjärnbilden Perseus. Den har en skenbar magnitud på 3,94 – 4,07 och är synlig för blotta ögat. Baserat på parallaxmätning inom Hipparcosuppdraget på ca 12,8 mas, beräknas den befinna sig på ett avstånd av ca 254 ljusår ( ca 78 parsek) från solen.

## Egenskaper
Primärstjärnan i Tau Persei är en gul till vit jättestjärna av spektralklass G8 IIIa. Den har massa som är omkring tre gånger större än solens massa, en radie som är ca 16 gånger större än solens och utsänder från sin fotosfär ca 191 gånger mer energi än solen vid en effektiv temperatur på ca 5 500 K.
Tau Persei är ett förmörkelsevariabel, vilket innebär att stjärnans två komponenter kretsar kring varandra på ett sådan sätt att de periodiskt förmörkar varandra när de skymmer varandras ljus. Till skillnad från många förmörkande dubbelstjärnor, som har korta omloppsperioder, har Tau Persei en period på 4,15 år. Med en halv storaxel i omloppsbanan på 0,055 bågsekunder, är detta en av de få förmörkelsevariabler vars komponenter kan upplösas med interferometri. Följeslagaren är en stjärna i huvudserien av spektralklass A3-4 V. År 1989 skärmade primärstjärnan följeslagaren, på ett sådant sätt att det blev möjligt att härleda stjärnornas parametrar med hjälp av dess ljuskurva.